# البنك الوطني لجمهورية بيلاروسيا
البنك الوطني لجمهورية بيلاروسيا هو البنك المركزي في جمهورية بيلاروسيا،ويقع في العاصمة مينسك. تم إنشاء البنك في عام 1922 تحت اسم «البنك الجمهوري البيلاروسي» من قبل الاتحاد السوفيتي لمفوضي الشعب في بيلاروسيا، لكنه سرعان ما عمل تحت إشراف بنك الدولة في الاتحاد السوفياتي. بعد إعادة تنظيمه في عامي 1959 و 1987، ظهر البنك في شكله الحالي في عام 1990 بعد إقرار القواعد المصرفية عند إعلان الاستقلال عن الاتحاد السوفيتي.

## إطار قانوني
تتمثل الأهداف الرئيسية للبنك الوطني على النحو التالي:
- حماية الروبل البيلاروسي وضمان استقراره، بما في ذلك قوته الشرائية وسعر الصرف بالنسبة إلى العملات الأجنبية .
- الحفاظ على استقرار النظام المصرفي لجمهورية بيلاروسيا .
- ضمان التشغيل الفعال والموثوق والآمن لنظام الدفع.

يتم تنظيم أنشطة البنك في قانون البنوك الصادر في 25 أكتوبر 2000. تنص المادة 25 من القانون المصرفي، على أن إحدى الوظائف الرئيسية لبنك أبوظبي الوطني تتمثل في ضمان التشغيل الفعال والموثوق والآمن لنظام التسوية بين البنوك، وتنص على إجراءات التسويات النقدية وغير النقدية في جمهورية بيلاروسيا.
يجب ألا يكون الربح هو الهدف الرئيسي للبنك الوطني. والبنك الوطني مسؤول أمام رئيس جمهورية بيلاروسيا.

## الشمول المالي
يشارك البنك الوطني لجمهورية بيلاروسيا في وضع سياسات لتعزيز الإدماج المالي وهو عضو في التحالف من أجل الشمول المالي .
قدمت المؤسسة التزامًا بإعلان المايا في 3 مايو 2013 حيث حددت التزامًا كميًا بزيادة عدد البالغين الذين لديهم حسابات بنكية من مستواه الحالي البالغ 70 في المائة إلى 85 في المائة بحلول عام 2015. بالإضافة إلى ذلك، سيسعى البنك إلى تعزيز جهود محو الأمية المالية من خلال الأنشطة المحددة المقرر تنفيذها في إطار خطة العمل المشتركة للوكالات الحكومية والمشاركين في الأسواق المالية بشأن تحسين المعرفة المالية لسكان جمهورية بيلاروس للفترة 2013-2018.

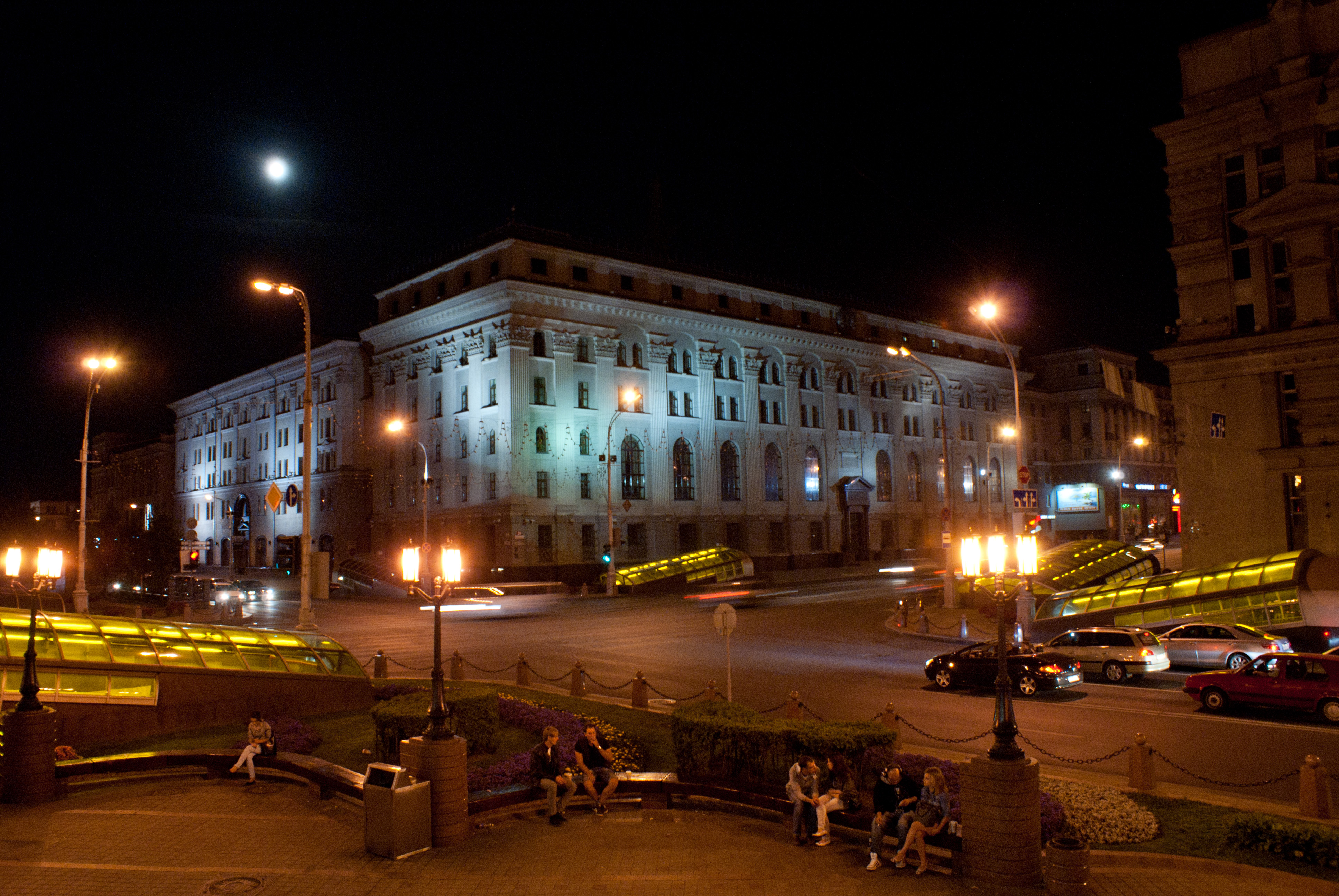
NBRB

## روابط خارجية
- موقع (بيلاروسيا)
- الموقع (باللغة الإنجليزية)
- بيلاروسيا يجعل إعلان مايا التزامًا